# バッカス＝スミスの逆説
バッカス＝スミスの逆説（ばっかす＝すみすのぎゃくせつ、英: The Backus–Smith puzzle）とは、国の時系列データにおいて、消費水準と「現地通貨/ドル」の実質為替レートの間の相関がゼロ、または負であるという実証的事実のこと。デービッド・バッカスとグレゴール・スミスの1993年の論文で提示された。

## 概要
自国通貨が減価すると（つまり「現地通貨/ドル」の実質為替レートが上昇すると）、外国通貨建て預金を自国に送金することで大きな額の資金を得ることができる。したがって、そのような合理的な行動をとる消費者が多いのであれば、実質為替レートが上昇すると自国での消費が増えるはずである。このことは、実質為替レートと消費水準が正の相関を持つことを意味する。しかし、バッカスとスミスは、データからはそのような相関が観察されないことを示した。

## 国際経済学上の位置づけ
モーリス・オブストフェルドとケネス・ロゴフは、バッカス＝スミスの逆説はフェルドシュタイン＝ホリオカの逆説、エクイティ・ホーム・バイアス・パズルとほぼ同義であると述べている。バッカス＝スミスの逆説は、実質為替レートの変動があっても、それを利用した資本の国際取引をして消費を最大化する行動が観察されないことを意味している。フェルドシュタイン＝ホリオカの逆説は、貯蓄による収益が高い国に資本が流れていないことを意味している。エクイティ・ホーム・バイアス・パズルは、外国企業の株を購入することで期待収益を上昇させられるにもかかわらず、投資家が資金のほとんどを国内の株式の購入に充てていることを意味している。このように、3つのパラドックスは、資本の国際移動で利益をあげられる機会があるにもかかわらず経済主体がそれを利用していないことを指摘しているという点で共通している。
バッカス＝スミスの逆説は、購買力平価のパズルと似て非なるものである。購買力平価のパズルは、ショックのあとの国の価格水準の比から求められる実質為替レートと実際の実質為替レートの乖離が長期間観察されるというものである。

## 逆説に対する説明
自国財と外国財の間の代替の弾力性を低く設定してバッカス＝スミスの逆説の解決を試みた論文がある。そこでは、自国の貿易財セクターに正の生産性ショックが起こると、自国の財への需要が高まり外国の財への需要が減るので、交易条件（輸出財価格/輸入財価格）が上昇し、自国通貨が増価する（つまり「現地通貨/ドル」の実質為替レートが低下する）。これによって消費の実質為替レートの間の負の相関が説明できる。
不完備金融市場と将来のイノベーション（生産性向上）のシグナルを組み込んだモデルを用いて、バッカス＝スミスの逆説の解決を試みた論文がある。そこでは、将来イノベーションが起こるというシグナルが観察されると、生涯消費の現在価値が増加し生産以上に現在の消費が増大する。正の期待ショックから自国通貨が増価し、「現地通貨/ドル」の実質為替レートが低下する。このように、消費と実質為替レートの間に負の相関が生まれる。